# Kamow Ka-52
Der Kamow Ka-52 Alligator (russisch Камов Ка-52 Аллигатор, NATO-Codename Hokum-B) ist ein zweisitziger russischer Kampfhubschrauber mit Koaxialrotor des russischen Herstellers Kamow. Er ist eine Weiterentwicklung des Kamow Ka-50 „Schwarzer Hai“.

## Entwicklung
Der Ka-52 wurde von Kamow als Nachfolger der Mil Mi-24 aus dem einsitzigen Kamow Ka-50 weiterentwickelt. Während der erste Prototyp bereits im Jahr 1997 seinen Erstflug hatte, lief die Serienproduktion erst am 29. Oktober 2008 an. Danach wurden die verschiedenen Prototypen mit anderen Systemen ausgerüstet. Die Produktion erfolgt im Flugzeugwerk AAK Progress in Arsenjew, Region Primorje. Seit 2012 ist die Fertigungslinie so konzipiert, dass der komplette Bau mit Überprüfungen bis zur Endauslieferung neun Monate in Anspruch nimmt. Zum genannten Zeitpunkt waren lediglich sechs Einheiten gleichzeitig im Bau, wobei bei Exportbestellungen eine weitere Fertigungslinie nebenan aufgebaut werden könnte.

## Konstruktion
Im Gegensatz zu konventionellen Kampfhubschraubern sitzen die beiden Flugzeugführer im Ka-52 nicht hintereinander, sondern nebeneinander, was zu einer Verbreiterung des Rumpfbugs führte. Die beiden Piloten verfügen über je einen Swesda K-37-800-Schleudersitz. Die beiden Schleudersitze sind Teil eines automatischen Rettungssystems, das die beiden Piloten in einer Notsituation innerhalb von Sekundenbruchteilen nach dem Absprengen der Rotorblätter mit dem Katapultsitz ausschießt. Das Cockpit ist gegen Flak-Geschosse bis zum Kaliber 20 mm gepanzert.

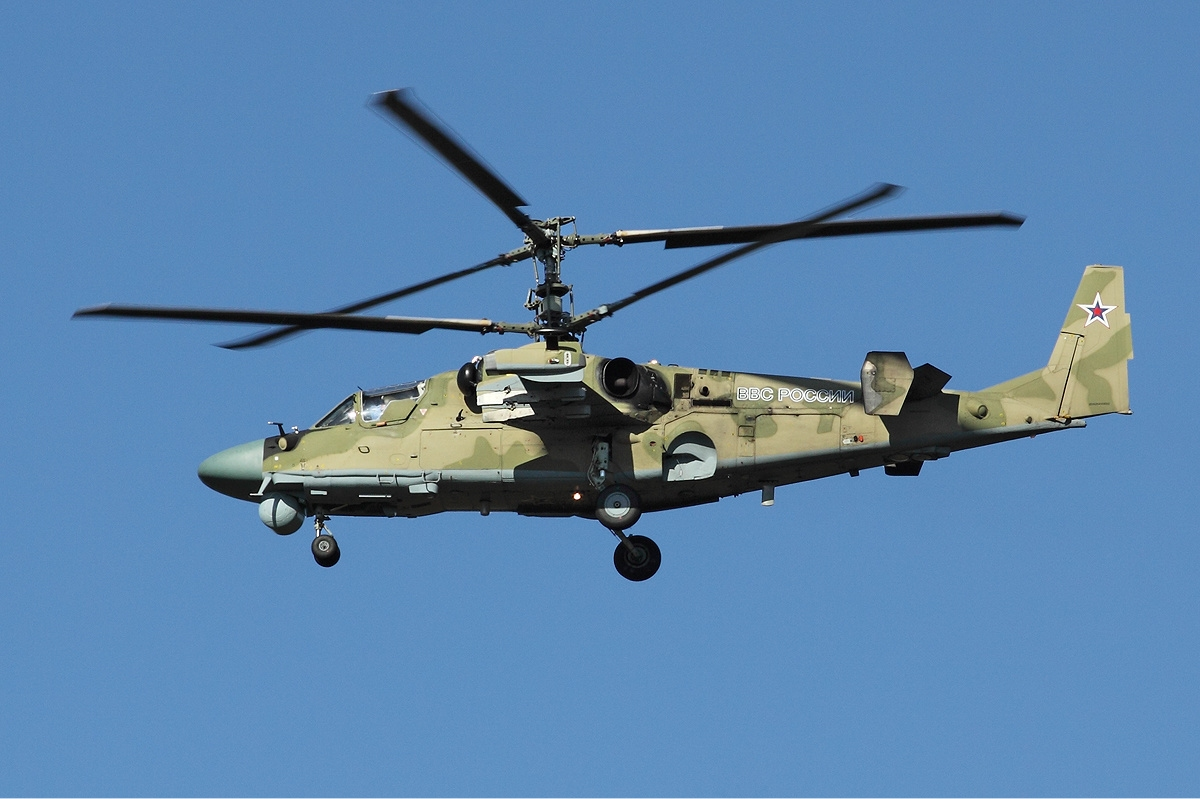
Kamow Ka-52

Die modernen Multifunktionsanzeigen in der Pilotenkanzel und die Anordnung der Bedienelemente lassen die Steuerung des Hubschraubers durch beide Piloten zu. Die Antriebskomponenten und das Rumpfheck wurden vom Ka-50 übernommen. An den Enden der Stummelflügel wurden zwei weitere Aufhängepunkte zugefügt. Die sechs internen Kerosin-Treibstofftanks aus Gummi/Faser-Material sind mit Gummibeschichtungen und Polyurethan-Schaumstofffüllungen explosionssicher ausgekleidet. Alle Antriebsräume sowie die Einbauräume der Treibstofftanks sind mit automatischen Feuerlöschsystemen ausgerüstet. Der Hubschrauber ist so konstruiert, dass er ganzjährig in arktischen bis wüstenähnlichen Gegenden im Freien der Witterung ausgesetzt werden kann. Der Tradition der sowjetischen Heeresflieger folgend werden die Hubschrauber lediglich mit einer Abdeckplane über dem Cockpit vor Witterungseinflüssen geschützt.

## Einsatzspektrum

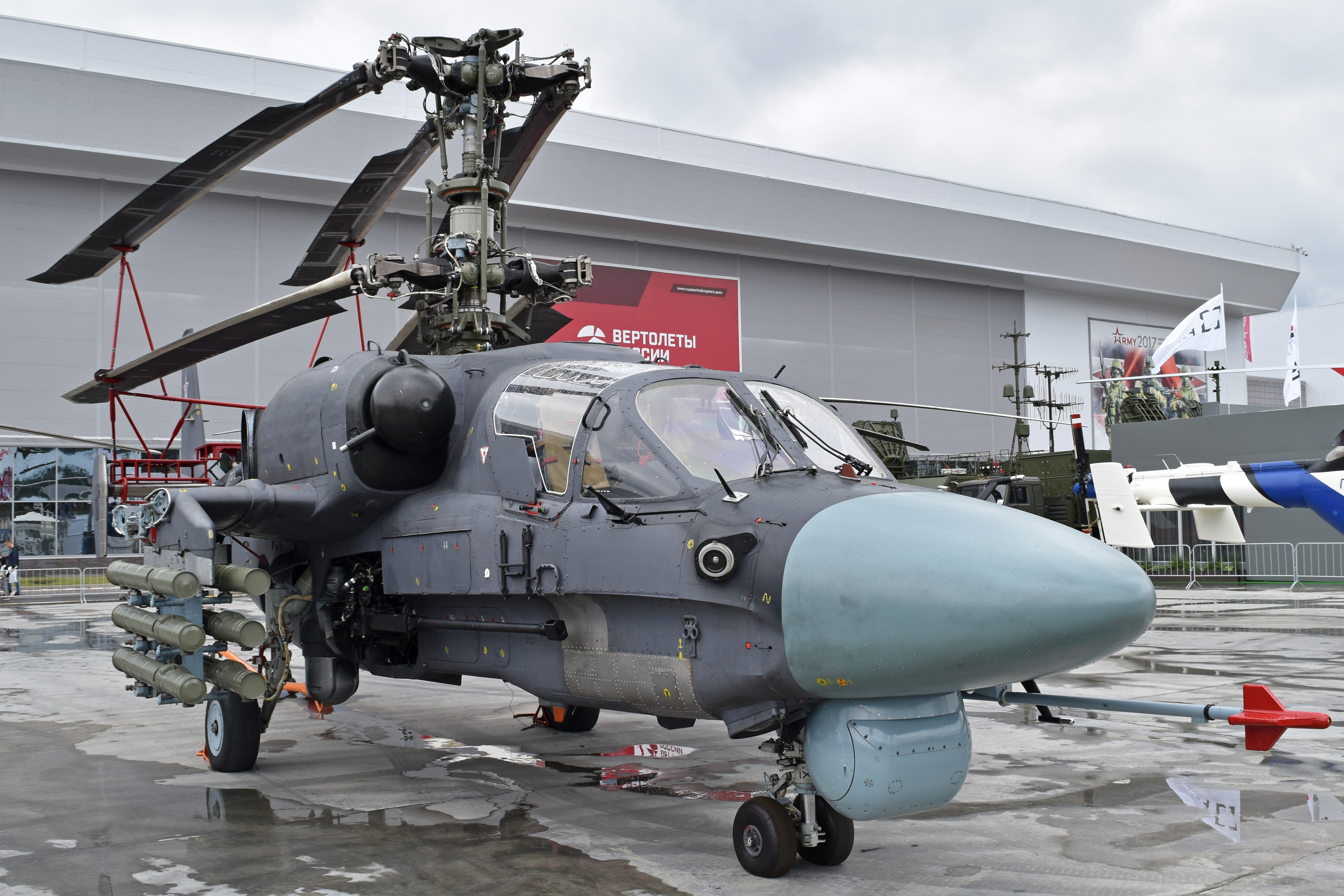
Ka-52-Prototyp auf der ARMY 2017-Ausstellung im Park Patriot

Im Kampfeinsatz sollte der Ka-52 Gruppen von Kampfhubschraubern (Mi-24/35, deren Sensor „Raduga-F“ maximal 5000 m Aufklärungsreichweite aufweist) führen und die Zielzuweisung übernehmen. Hierzu ist er mit dem neuen Datenlink-System „Breeze“ ausgerüstet, das Video-, Bild- und Radardaten in Echtzeit zu den Kampfhubschraubern der Gruppe übermitteln kann. Der Hubschrauber soll primär für Kampfeinsätze wie gegen feindliche Hubschrauber und FlaRak-Systeme und sekundär auch für Trainingsaufgaben im Bezug auf die Schulung von Ka-50-Piloten benutzt werden. Um auf einen Flugsimulator verzichten zu können, kann ein Flug über PC-Einspeisung auf den Instrumenten und Anzeigen am Boden simuliert werden.
Die russische Marine plante die Beschaffung von Hubschrauberträgern der französischen Mistral-Klasse, auch als Plattform für den Ka-52. Nach der Aufhebung des Kaufvertrages im Zuge des russischen Krieges in der Ukraine und der Annexion der Krim wollte Russland eigene Hubschrauberträger entwickeln (Projekt 23900).

## Zielsuchsysteme
In einem schwenkbaren Zylinder unterhalb der Bugnase ist direkt vor dem Bugfahrwerk ein „Gyrostabilised Optical Electronic System“ (GOES oder kreiselstabilisiertes elektro-optisches System) installiert. Das JSC (früher PA UOMZ) GOES-451 bzw. das GOES-520-System beinhaltet das Samschit-BM-System und verfügt über verschiedene TV-, RLV- und WBG-Kameras, Laserzielbeleuchtung und -entfernungsmesser. Im Bug befindet sich ein Fasotron-NIIR-Mjetsch-U-Millimeterwellenradargerät mit der Bezeichnung FH01 Arbalet-52. Bei den Prototypen war das ältere System in drei Kugeldrehtürmen (einer über dem Cockpit und zwei unter der Nase) installiert. In einem rechteckigen Behälter an der äußeren Aufhängestation kann zudem das Multifunktions-Radar „FH01 Arbalet“ mitgeführt werden, das Luft-, Boden- und Seeziele auf bis zu 15 km Entfernung orten und Lenkwaffen ins Ziel führen kann.

## Varianten

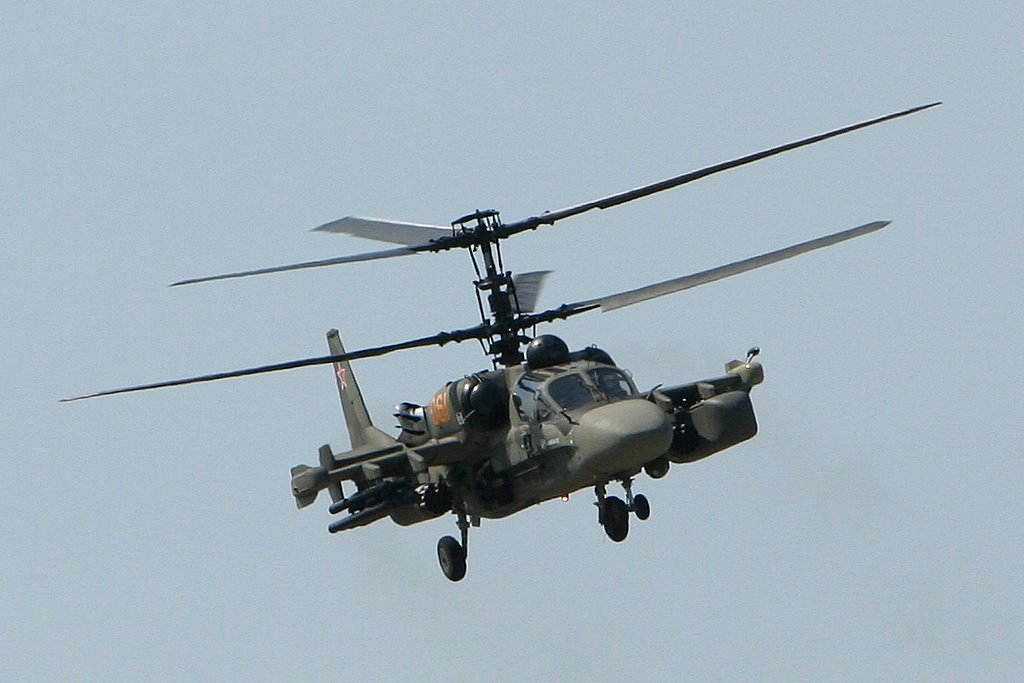
Vorserienversion des Ka-52 bei einer Vorführung 2009

### Ka-52 „Alligator“
- Vorserienmaschinen, welche noch mit Sensorkugeln auf dem Rotormast oder in der Nase erprobt wurden.
- Serienmaschinen mit veränderter elektronischer Ausstattung.

### Ka-52K „Katran“
Marinevariante für den Einsatz auf den Hubschrauberträgern mit einem gewichtsreduzierten, jedoch leistungsstarken Fasotron-Schuk-AE-Radargerät im Bug und Schiffsabwehr-Lenkwaffen, die Rotorblätter und die Stummelflügel sind beiklappbar. Der Rumpf wird gegen Seewasser mit speziellen Metalllegierungen weniger korrosionsanfällig gestaltet. Das Cockpit wurde derart umgerüstet, dass die Piloten mit Trockentauchanzügen und Tauchrettern darin Platz finden. Für den Notfall wurden automatisch aufblasbare Luftkissen am Rumpf installiert, die den Hubschrauber nach einer Wasserung am sofortigen Sinken hindern.

### Ka-52M
Verbesserte Variante mit L418-Monobloc-Selbstverteidigungssystem, AESA-Radar, LMUR-Lenkwaffen, GOES-451M-Zielsuchsystem, BKS-50M-Kommunikationsausrüstung und SUO-806PM-Waffenmanagementsystem.

## Technische Daten

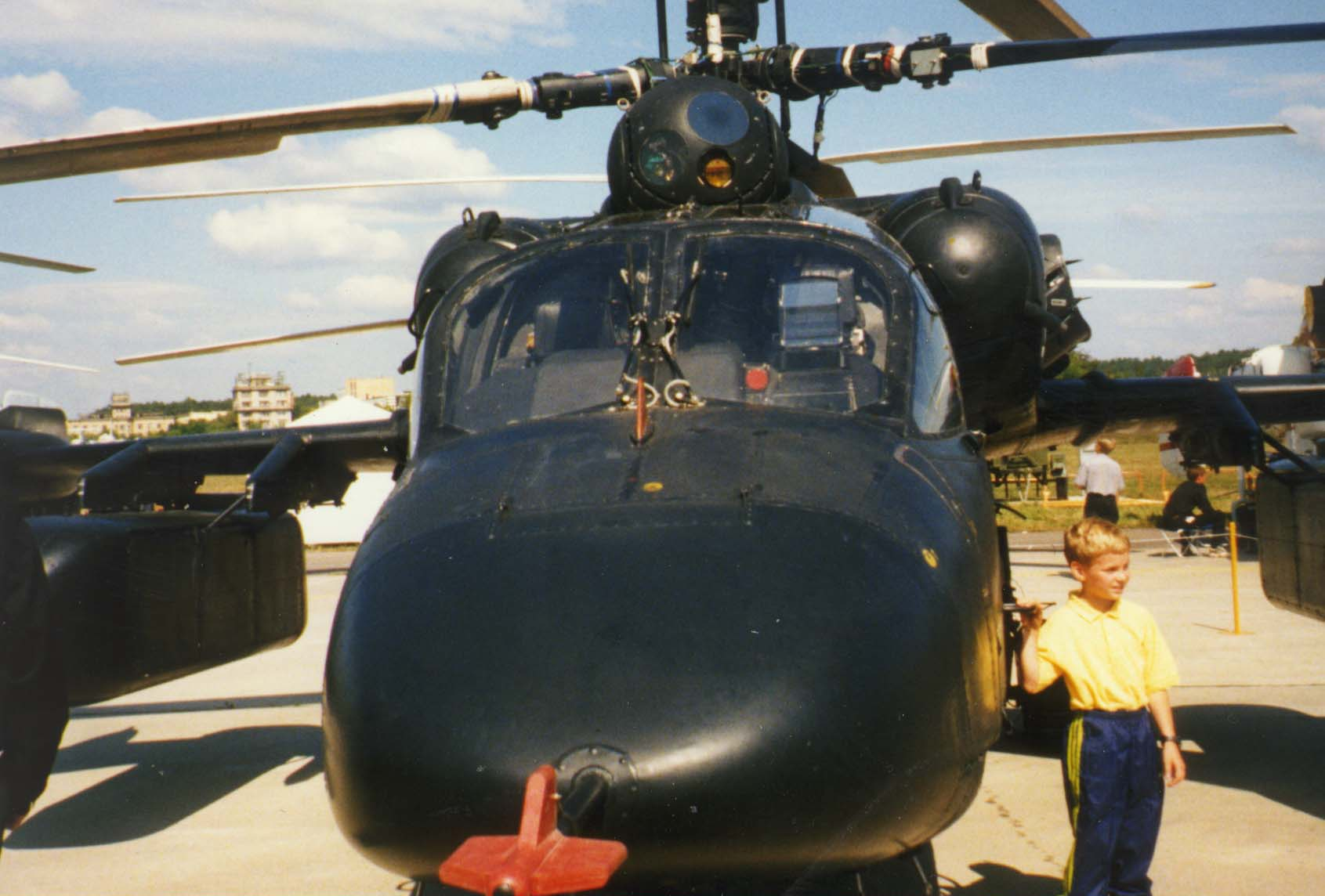
Vorserienversion des Ka-52 um 2000

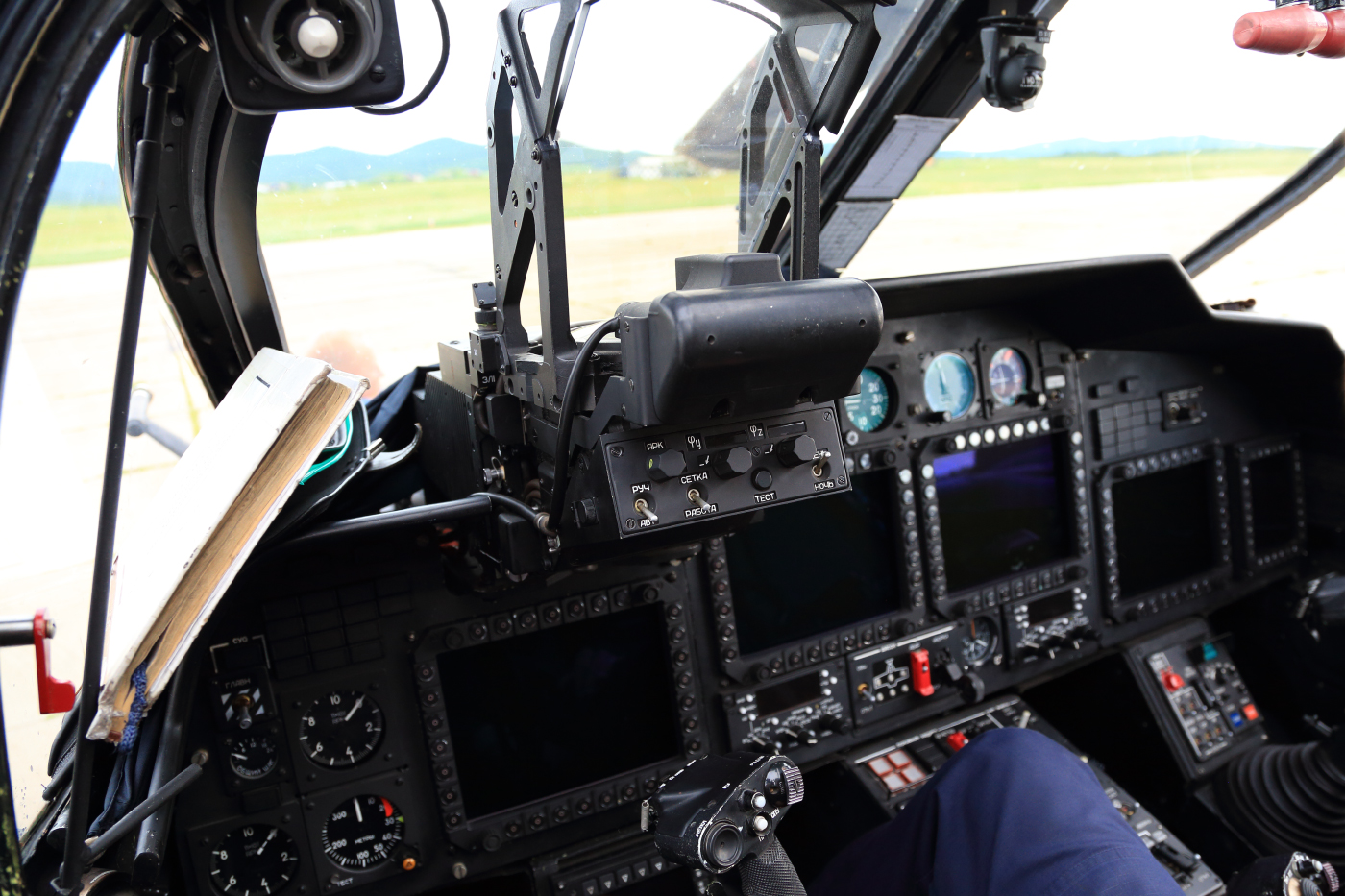
Cockpit des Ka-52

| Kenngröße             | Daten                                          |
| --------------------- | ---------------------------------------------- |
| Besatzung             | 2                                              |
| Rotordurchmesser      | je 14,5 m                                      |
| Länge                 | 15 m (16 m inkl. Rotor)                        |
| Höhe                  | 4,95 m                                         |
| Leermasse             | 7700 kg                                        |
| Startmasse            | norm. 10.400 kg, max. 11.900 kg                |
| Höchstgeschwindigkeit | 310 km/h 080 km/h seitwärts 090 km/h rückwärts |
| Marschgeschwindigkeit | 250 km/h                                       |
| Dienstgipfelhöhe      | 5500 m                                         |
| Steigrate             | 8 m/s (13,2 m/s vertikal)                      |
| Reichweite            | 450 km (max. 1200 km)                          |
| Triebwerke            | 2 × Klimow TW7-117                             |
| Leistung              | je 1.985 kW (2.699 PS)                         |
| Anlassturbine (APU)   | Iwtschenko AI-9W                               |

## Bewaffnung

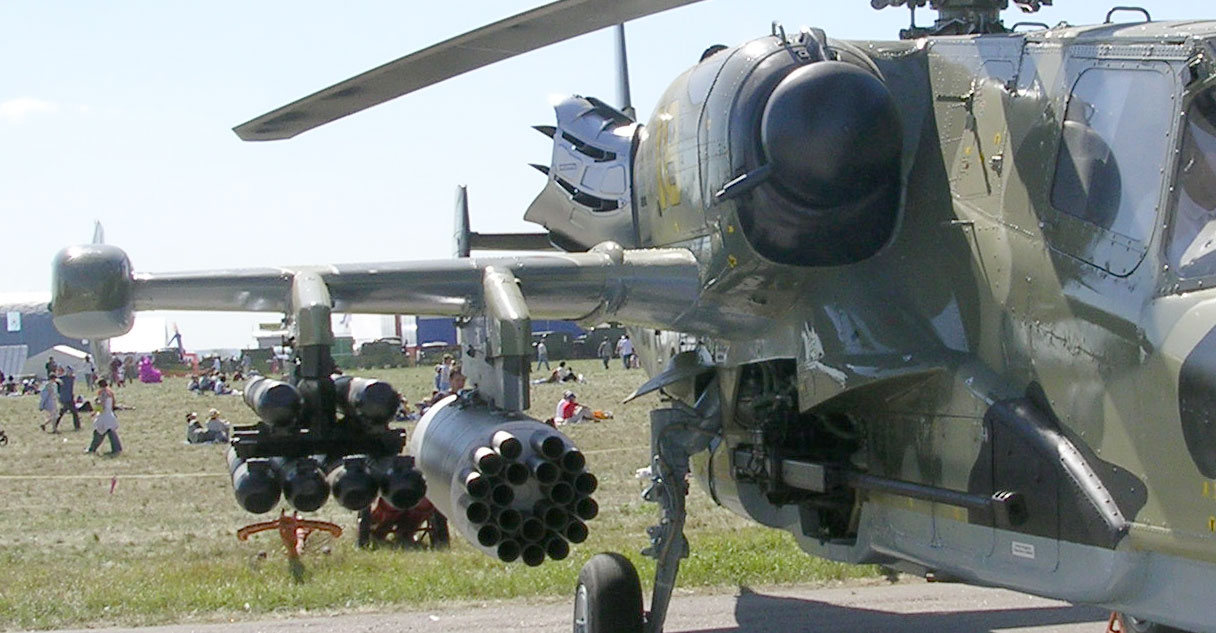
Bewaffnung bestehend aus einer 30-mm-Maschinenkanone 2A42, 9K121 Wicher (PAL) und B-8W20 (Raketenwerfer) an einem bauähnlichen Ka-50

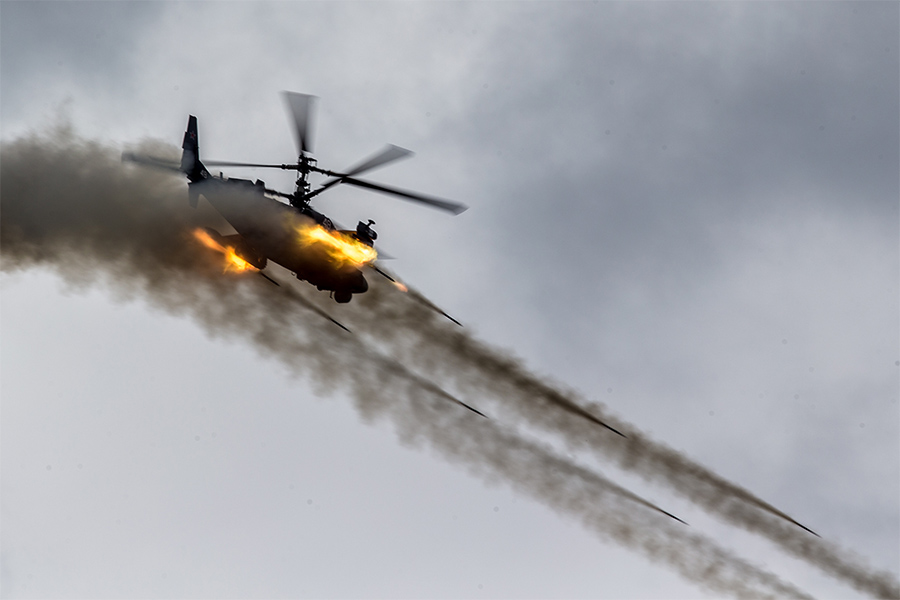
Abschuss von Raketen

### Fest installierte Bewaffnung
- 1 × 30-mm-Maschinenkanone Schipunow 2A42 mit 460 Schuss Munition (panzerbrechende oder Sprengsplittergeschosse) in zwei Trommelmagazinen an der Steuerbordseite.

### Außenlaststationen
Bis zu 2000 kg Bewaffnung an sechs BD3-UW-Außenlaststationen unter den beiden Stummelflügeln.

#### Luft-Luft-Lenkflugkörper
- 2 × 9K38W-Doppelstarter mit je 2 × GosMKB Wympel JSC 9K38W Igla-W – infrarotgesteuert für Kurzstrecken.[11]
- 2 × APU-62-1M-Startschiene mit je einer GosMKB Wympel JSC R-73E(AA-11 „Archer“) – infrarotgesteuert für Kurzstrecken.

#### Luft-Boden-Lenkflugkörper (Panzerabwehr-Lenkflugkörper)
- 2 × bewegliche UPP-800-Aufhängungen für je 6 × 9K121 „Wichr-1“ (lasergesteuert SACLOS).[12]
- 2 × Startschienengestell für je 8 × Kolomna 9K120 / 9M120 „Ataka“ (AT-9 „Spiral-2“) – funkferngesteuert (SACLOS).
- 2 × APU-68UM3-Startschiene für je 1 × Tactical Missiles Corporation JSC Ch-25ML (AS-10 „Karen“) – überschallschnell, Laseraufschaltung, INS gesteuert.

geplante Seezielflugkörper für Ka-52K
- 2 × AKU-58-Startschiene für eine Swesda-Strela Ch-31A2 Tajfun (AS-17 Krypton) – aktiv radargelenkt.
- 2 × Startschiene für je eine Tactical Missiles Corporation JSC Ch-35E „Uran-E“ (3M24E bzw. AS-20 „Kayak“) – radargelenkt.

#### Ungelenkte Luft-Boden-Raketen
- 4 × GosMKB Wympel B-8W20A1-Raketen-Rohrstartbehälter für je 20 ungelenkte Luft-Boden-Raketen S-8 im Kaliber 80 mm.
- 4 × GosMKB Wympel B-13L5-Raketen-Rohrstartbehälter für je fünf ungelenkte Luft-Boden-Raketen S-13 im Kaliber 122 mm.
- 4 × APU-12-40U-Startschiene mit je einer ungelenkten Luft-Boden-Rakete S-24 (ARS-240); Kaliber 240 mm (235 kg).

### Freifallbomben
- 4 × Basalt FAB-500M-54 (500-kg-Freifallbombe), in dieser Modifikation 474 kg
- 4 × RBK-500 (500-kg-Streubombe)
- 4 × ODAB-500PMW (500-kg-Aerosolbombe)
- 4 × ZB-500 (500-kg-Brandbombencontainer)
- 4 × RBK-250-275 (275-kg-Streubombe)
- 4 × FAB-100-120 (100-kg-Freifallbombe)

#### Externe Behälter
- 6 × Basalt KMGU-2 (270-kg-Submunitionsbehälter für Kleinbomben und Minen)
- 2 × Maschinenkanonen-Behälter UPK-23-250 (doppelläufige 23-mm-Maschinenkanone GSch-23 mit 260 Schuss Munition)
- 4 × abwerfbare Zusatz-Treibstofftanks PTB-550 mit 550 Litern (130 US gal) Kerosin

## Selbstverteidigungssysteme

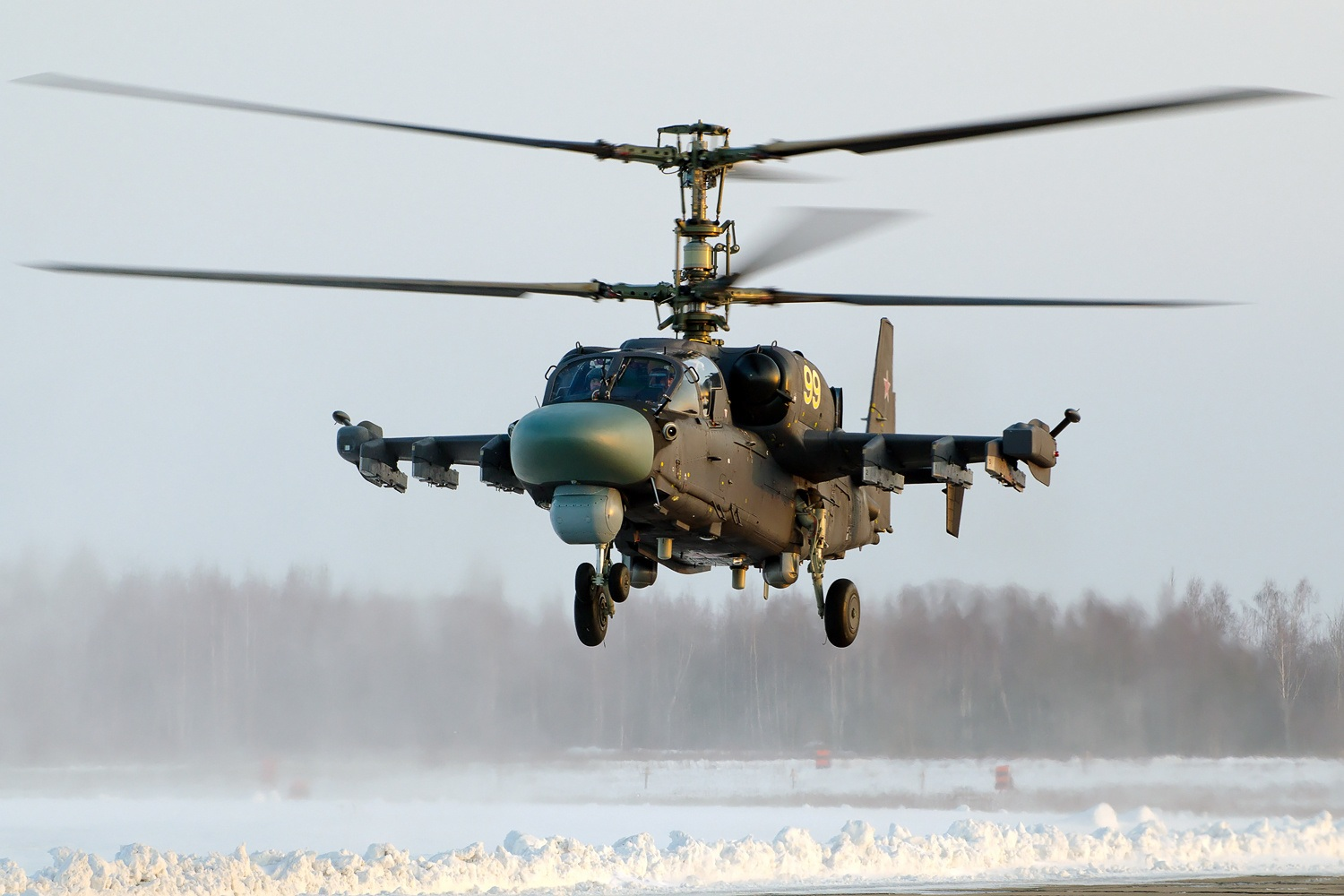
Vorführmaschine „Gelbe 99“ des Ka-52, L-370-System ist bereits montiert

Der Ka-52 verfügt über ein vollintegriertes und automatisches Selbstverteidigungssystem „Witebsk“ L-370W52 von NII Ekran FGUP. Dieses setzt sich aus folgenden Komponenten zusammen:

### Aktive Maßnahmen
- 2 × L-370-5 optoelektronisches Infrarot-Lenkwaffen-Störgerät (DIRCM)[14]
- 4 × UW-26-Täuschkörperwerfer mit je 32 × 26,6-mm-Hitzefackel-Täuschkörpern (OMI-PPI-26 oder Adros PIK-26). Die Werfer sind in zwei aerodynamischen Verkleidungen an den Enden der Stummelflügel angebracht. Ein aktiver Radarstörsender L-370-3 ist in Entwicklung, jedoch noch nicht in das Witebsk-System integriert.

### Passive Maßnahmen
- 4 × Asowsky / NTC Reagent L-136 „Mak-UFM“ Infrarotemissionensuchende Raketenanflugwarnsensoren (MAWS)[15]
- 2 × SOMS L-140-„Otklik“-Laserwarnsensoren
- 4 × CKBA Awtomatika SPO-32 / L-150-28-„Pastel“-Radarwarnsensoren
- 2 × Abgaskühldiffusoren (Die Triebwerksauslässe können mit Luftmischern versehen werden, welche die Wärmeabstrahlung der Abgase durch Vermischung mit Frischluft stark verringern.)
- 2 × EKSP-46-Signalraketenwerfer für je vier Signalraketen (Rot, Orange, Grün und Gelb) beidseitig im Heckausleger integriert

## Zwischenfälle
- Am 13. März 2012 stürzte ein Ka-52 in der Region Twer ab. Ein Pilot kam ums Leben, der andere wurde verletzt.[16]
- Am 29. Oktober 2013 stürzte ein Kamow Ka-52 in Moskau im südöstlichen Stadtteil Wychino-Schulebino in einem Park ab und fing Feuer. Beide Piloten erlitten Verletzungen. Als Ursache wird ein technischer Defekt vermutet.[17]

## Einsatz

### Bürgerkrieg in Syrien seit 2011
Ka-52 der russischen Luftstreitkräfte werden seit 2016 im Rahmen des Militäreinsatzes in Syrien eingesetzt. Er galt dort im Gegensatz zur Mi-28N als ausgereift. Am 7. Mai 2018 stürzte ein Ka-52 im Osten Syriens ab. Es wird ein technischer Defekt vermutet. Beide Besatzungsmitglieder kamen bei dem Vorfall ums Leben.

### Russischer Überfall auf die Ukraine

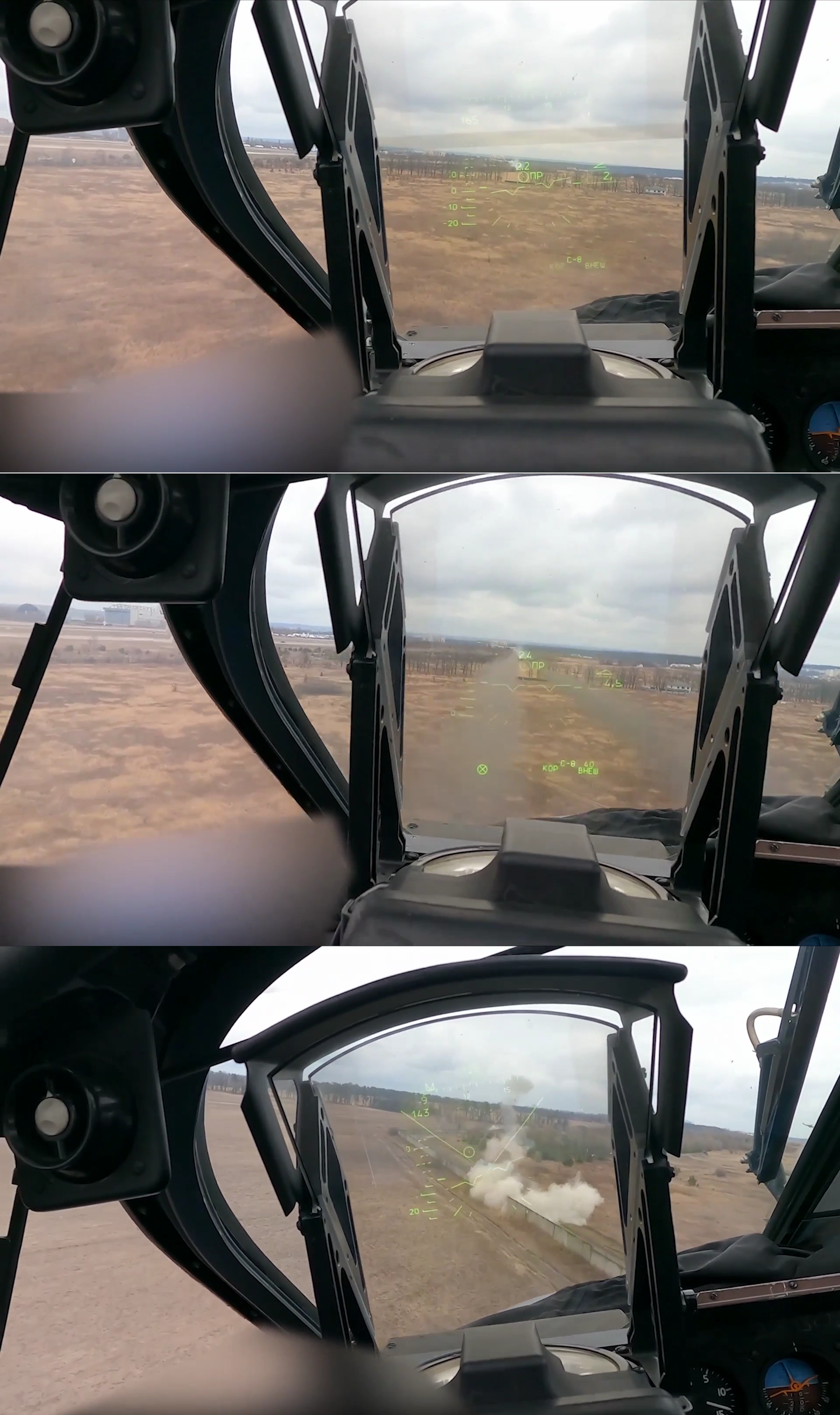
Videobilder aus dem Cockpit eines Ka-52, während der Schlacht bei Hostomel

Beim russischen Überfall auf die Ukraine setzten die Streitkräfte Russlands den Ka-52 ein. Am 25. Oktober 2022 schrieb das britische Verteidigungsministerium unter Berufung auf Geheimdiensterkenntnisse, seit Beginn der Invasion gebe es mindestens 23 bestätigte Verluste des Ka-52 – mehr als ein Viertel der in Betrieb befindlichen Flotte von 90 Ka-52 und fast die Hälfte der gesamten Hubschrauberverluste Russlands in der Ukraine. Sie hätten weniger Schutz durch Kampfjets als eigentlich in der russischen Militärdoktrin vorgesehen. Die meisten Ka-52 seien von tragbaren Flugabwehrsystemen abgeschossen worden. Berichten zufolge litten die Ka-52 dabei bei Angriffseinsätzen unter schwerer Beladung unter Flügelvibrationen. Dies wurde noch Monate nach der Invasion beobachtet. Es wurde vermutet, dass dies auf Ermüdung, unzureichende Konstruktion, mangelnde Wartung und schlechtes Management zurückzuführen sein könnte. Der ukrainische Militärgeheimdienst behauptete, die Ka-52 könne „mit einem 7,62-mm-Maschinengewehr außer Gefecht gesetzt“ werden, obwohl sie angeblich 12,7-mm-Geschossen standhalten könne.
Am 24. Februar 2022 in der Schlacht um den Flughafen Kiew-Hostomel, gerieten schon während des Fluges nach Hostomel, am Fluss Dnjepr entlang, russische Hubschraubergruppen unter Beschuss durch MANPADS. Dabei wurde ein Ka-52 getroffen und stürzte in den Dnjepr, die Besatzung überlebte. Beim Eintreffen am Flughafen begannen ca. 30 russische Ka-52 in niedriger Flughöhe den Angriff. Sie sollten den Weg für 18 Iljuschin Il-76 frei machen. Ein weiterer Ka-52 wurde stark beschädigt und musste eine Notlandung durchführen. Ein anderer Ka-52 wurde laut ukrainischen Angaben von einer MiG-29 abgeschossen. Die Ukraine behauptete, sie hätten fünf bis sieben Ka-52 und Mi-8 abgeschossen. Ein Ka-52 wurde nach der Schlacht um den Flughafen Kiew-Hostomel von der Ukraine erbeutet.
Am 31. Oktober 2022 wurden zwei russische Ka-52 abgeschossen. Zwei weitere Ka-52 wurden nach ukrainischen Angaben am selben Tag auf einem russischen Luftstützpunkt bei Pskow zerstört und zwei weitere schwer beschädigt, vermutlich durch Sabotage. Mit dem Angriff auf die Hubschrauberflugfelder in Berdjansk und Luhansk Mitte Oktober 2023 mittels ATACMS wurden ca. 20 Hubschrauber zerstört oder zumindest irreparabel beschädigt. Am 5. April 2023 wurde in der Nähe der stark umkämpften Stadt Bachmut ein weiterer Ka-52 durch PPZR Piorun abgeschossen. Diese Angaben wurde von Serhiy Cherevatyi, einem Sprecher der ukrainischen Ost-Streitkräfte bestätigt. In der lange angekündigten Ukrainische Gegenoffensive nahmen Ka-52 auf russischer Seite eine Schlüsselrolle in der taktischen Verteidigung ein. Die Maschinen operierten im Juni 2023 nur noch von russisch kontrolliertem Gebiet und außerhalb der Reichweite ukrainischer Luftabwehr. Moderne Panzerabwehrraketen vom Typ 9K121 Wichr erlaubten es den Piloten, aus 8–12 Kilometer Entfernung, außerhalb der Reichweite von MANPADS, ukrainische Panzer und Fahrzeuge anzugreifen. Auch mobile Flugabwehrsysteme wie Gepard oder 9K35 Strela-10, konnten die Hubschrauber in dieser Entfernung nicht erreichen. Dank der einzigartigen Konstruktion der koaxialen Hauptrotoren kann der Hubschrauber der Zerstörung des Hecks standhalten. Ein am 19. Juni 2023 veröffentlichtes Video zeigt, wie ein Ka-52 sein Heck verliert. Das britische Verteidigungsministerium hat die Verlegung weiterer Ka-52 zu einem Flugplatz in der Nähe von Berdjansk festgestellt: „Im ständigen Wettstreit zwischen Flugmaßnahmen und Gegenmaßnahmen ist es wahrscheinlich, dass Russland in der Südukraine einen vorübergehenden Vorteil erlangt hat, insbesondere bei Kampfhubschraubern, die Langstreckenraketen gegen Bodenziele einsetzen.“
Im August 2023 wurde ein Ka-52, der mit einer Mi-28 operierte, in der Nähe des Dorfes Robotyne abgeschossen, was Bildbelege der 47. mechanisierten Brigade bestätigten. Am 7. August 2024 wurde während der ukrainischen Kursk-Offensive ein Ka-52 samt der zweiköpfiger Besatzung zerstört. Ein anderer wurde ebenfalls in der Region Kursk, mit einer tragbaren Flugabwehrrakete vom Typ RBS-70 schwedischer Bauart abgeschossen. Anfang 2025 tauchte ein Video auf, was einen Angriff mit einer ukrainischen FPV-Drohne auf einen Ka-52 zeigt, diese ihn aber knapp verfehlt. Schon in der Vergangenheit hatte es Berichte über derartige Vorfälle gegeben.
Gemäß OSINT-Analysen des Militär-Blogs Oryx wurden bis Ende Februar 2025 im Verlauf des Konflikts mindestens 64 Ka-52 visuell bestätigt zerstört, bzw. aufgegeben; damit ging im Konflikt eine relativ hoher Anteil des Bestands verloren.
Am 23. März 2025 zerstörte die ukrainische Armee zwei Ka-52 mittels eines M142-HIMARS-Raketenwerfers. Die Hubschrauber befanden sich auf einem provisorischen Flugfeld im Osten der Oblast Belgorod. Bei dem Angriff wurden auch zwei Transporthubschrauber vom Typ Mil Mi-8 zerstört, die ebenfalls auf dem Landeplatz stationiert waren. Personen kamen nicht zu Schaden.

## Aktuelle Nutzerstaaten
- Ägypten – Seit Ende 2024 befinden sich 46 Ka-52 im Dienst der ägyptischen Luftstreitkräfte.[40] Die Ka-52 wurden bereits bis zum Mai 2018 gegen terroristische Ziele auf der Sinai-Halbinsel eingesetzt. Von den insgesamt 46 bestellten Ka-52 wurden die restlichen 43 Hubschrauber in der Version Ka-52K „Katran“ ausgeliefert.[41]
- Russland – Seit Mai 2025 befinden sich 136 Ka-52 im Dienst der russischen Luftstreitkräfte.[42] Außerdem sind 39 weitere bestellt, wovon mindestens zwei Mitte Mai 2025 ausgeliefert wurden.[43] Von den gefertigten Prototypen stürzte einer ab.[44]
Die russischen Luftstreitkräfte wollen bis zum Jahr 2027 über insgesamt 260 Ka-52 verfügen.[20]
Die im Dienst stehenden Ka-52 sollen u. a. in folgenden Einheiten disloziert sein:

Zentrum für Ausbildung der Fliegerkräfte in Torschok
575. Luftstützpunkt in Tschernigowka
393. Luftstützpunkt in Korenowsk
15. Luftstützpunkt in Ostrow
573. Luftstützpunkt in Chabarowsk